# مارگارته اشتایف
مارگارته اشتایف (انگلیسی: Margarete Steiff; ۲۴ ژوئیهٔ ۱۸۴۷ – ۹ مهٔ ۱۹۰۹) طراح، خیاط و کارآفرین اهل آلمان بود. او مؤسس کارخانهٔ اشتایف در سال ۱۸۸۰ بود که عروسک‌هایی از حیوانات را تولید می‌کند. معروف‌ترین تولید این کارخانه تدی خرسه است.